# Музичні малюнки (мультфільм)
«Музичні малюнки» (рос. «Музыкальные картинки») — радянський мультиплікаційний фільм 1968 року Творчого об'єднання художньої мультиплікації студії «Київнаукфільм», режисер — Ніна Василенко. Мультфільм знято за мотивами збірки обробок українських народних пісень для дітей Левка Ревуцького «Сонечко». У фільмі використано мотиви робіт українських народних майстрів образотворчого мистецтва. В титрах мультфільму цього не вказано, але ви впізнаєте стиль малюнків Марії Примаченко.

## Сюжет
Мультфільм поділений на три мініатюри:
- «Неслух» — Баранчик втік від мами і не знає як вернутись, згодом знаходить дорогу додому по веселці;
- «Хвалько» — сіренька пташка заздрить красивому метелику і прикрашає себе квітками і гілочками, які потім сохнуть і спадають;
- «Чудисько» — за Лошатком біжить Чудисько, він покликав друзів і всі разом вони перемагають Чудиська.

## Нагороди і відзнаки
- Фестиваль «Прометей-69», диплом

## Творча група
- Автори сценарію: Л. Долохова, Г. Штоль
- Режисер: Ніна Василенко
- Художник-постановник: Юрій Скирда
- Оператор: Сергій Нікіфоров
- Композитор: Анатолій Коломієць (за мотивами збірки обробок українських народних пісень для дітей «Сонечко» Льва Ревуцького)
- Редактор: Світлана Куценко
- Звукооператор: Ізраїль Мойжес
- Художники-мультиплікатори: Ніна Чурилова, Константин Чикин, Марк Драйцун, Єфрем Пружанський, Яків Горбаченко, В. Баєв, Анатолій Солін
- Асистенти: Е. Перетятько, Юна Срібницька, А. Тищенко, Г. Черій
- Директор:  А. Коваленко

## Дивись також
- Фільмографія ТО художньої мультиплікації студії «Київнаукфільм»